# Кампителли

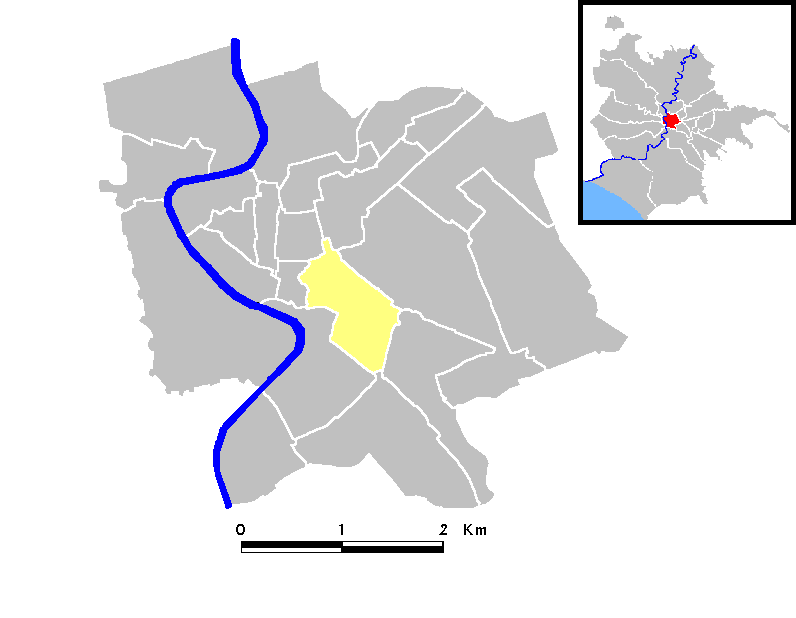
Кампителли

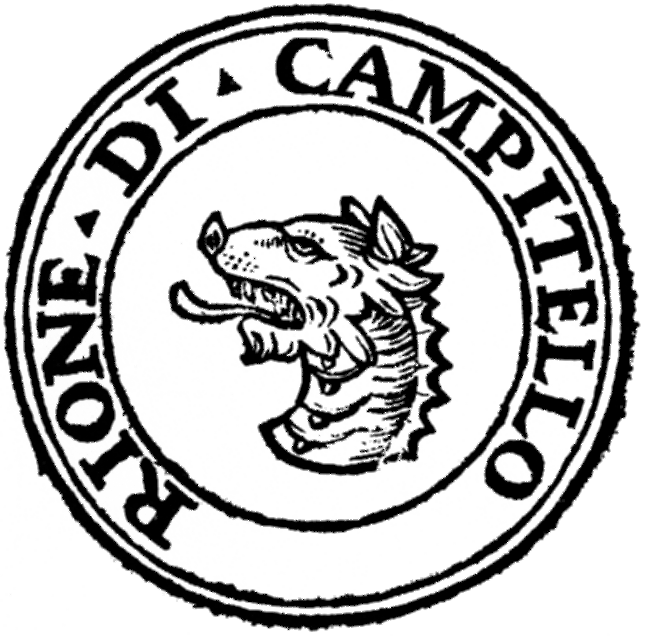
Герб Кампителли

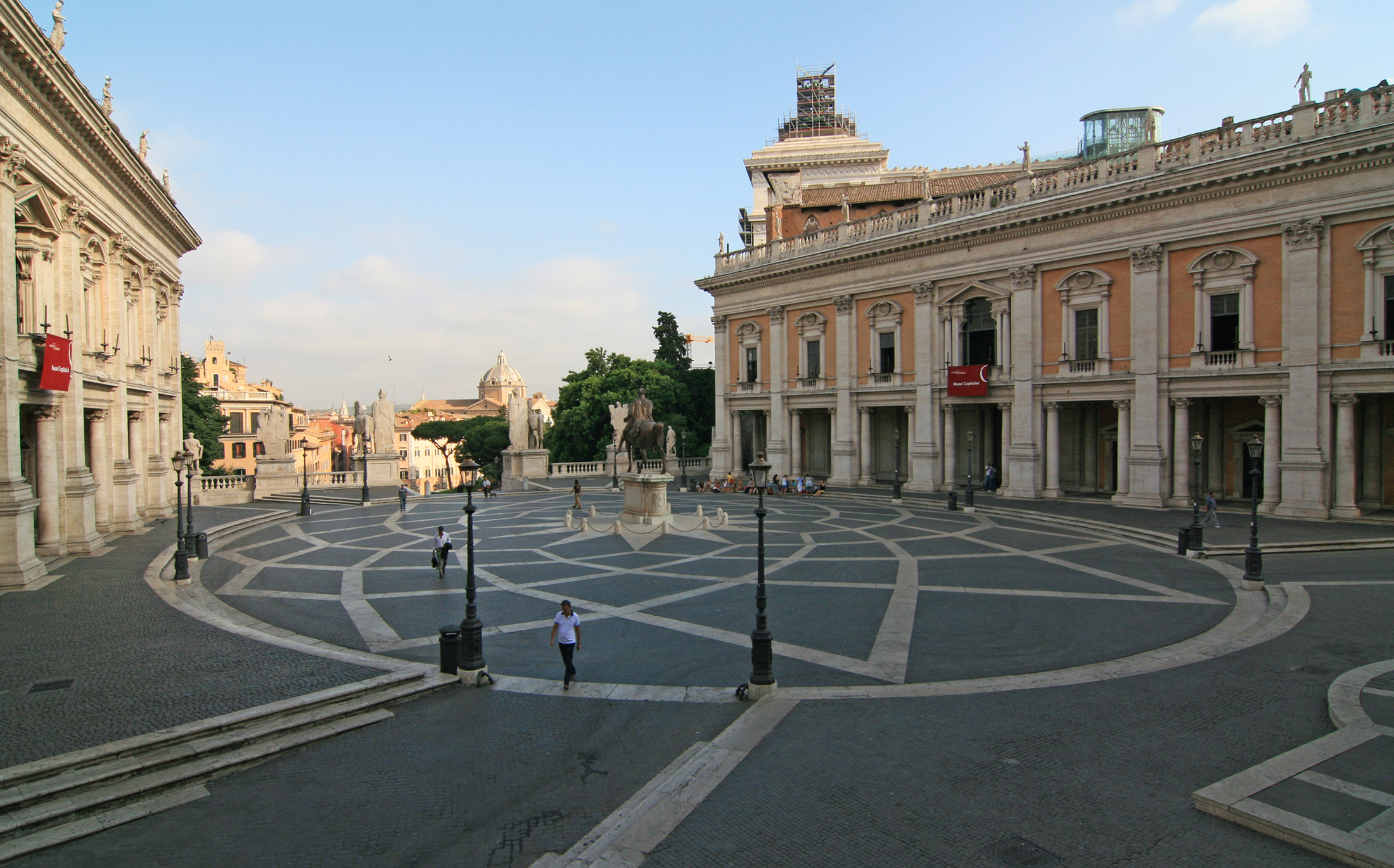

Кампителли (итал. Campitelli) — X район (Rione) Рима.

## Положение
Район Кампителли расположен на холмах Палатин и Капитолий. Название последнего и дало имя району.

## История
На гербе района изображена голова дракона, которого по легенде римский папа Сильвестр I изгнал с Римского форума, точнее из Храма Диоскуров.

## Достопримечательности
- Капитолий
- Палатин
- Римский форум
- Пьяцца Венеция
- Капитолийские музеи
- Церкви
  - Санта-Мария-ин-Арачели
  - Санта-Франческа-Романа
  - Базилика Косьмы и Дамиана
  - Храм Антонина и Фаустины
  - Санта-Мария-Антиква
  - Санта-Мария делла Консолационе
  - Сан-Теодоро
  - Сант-Анастазия
- Античные памятники
  - Мамертинская тюрьма
  - Дом Августа
  - Дворец Флавиев
  - Курия Юлия